# Oszczów
Oszczów – wieś w Polsce położona w województwie lubelskim, w powiecie hrubieszowskim, w gminie Dołhobyczów.
W latach 1954–1959 wieś była siedzibą gromady Oszczów, po jej zniesieniu w gromadzie Dołhobyczów. W latach 1975–1998 miejscowość administracyjnie należała do województwa zamojskiego. 
Wieś jest sołectwem w gminie Dołhobyczów. W skład sołectwa Oszczów wchodzi także Oszczów-Kolonia. Według Narodowego Spisu Powszechnego (III 2011 r.) liczyła 220 mieszkańców i była ósmą co do wielkości miejscowością gminy.
Oszczów jest siedzibą rzymskokatolickiej parafii św. Barbary w Oszczowie.

## Historia

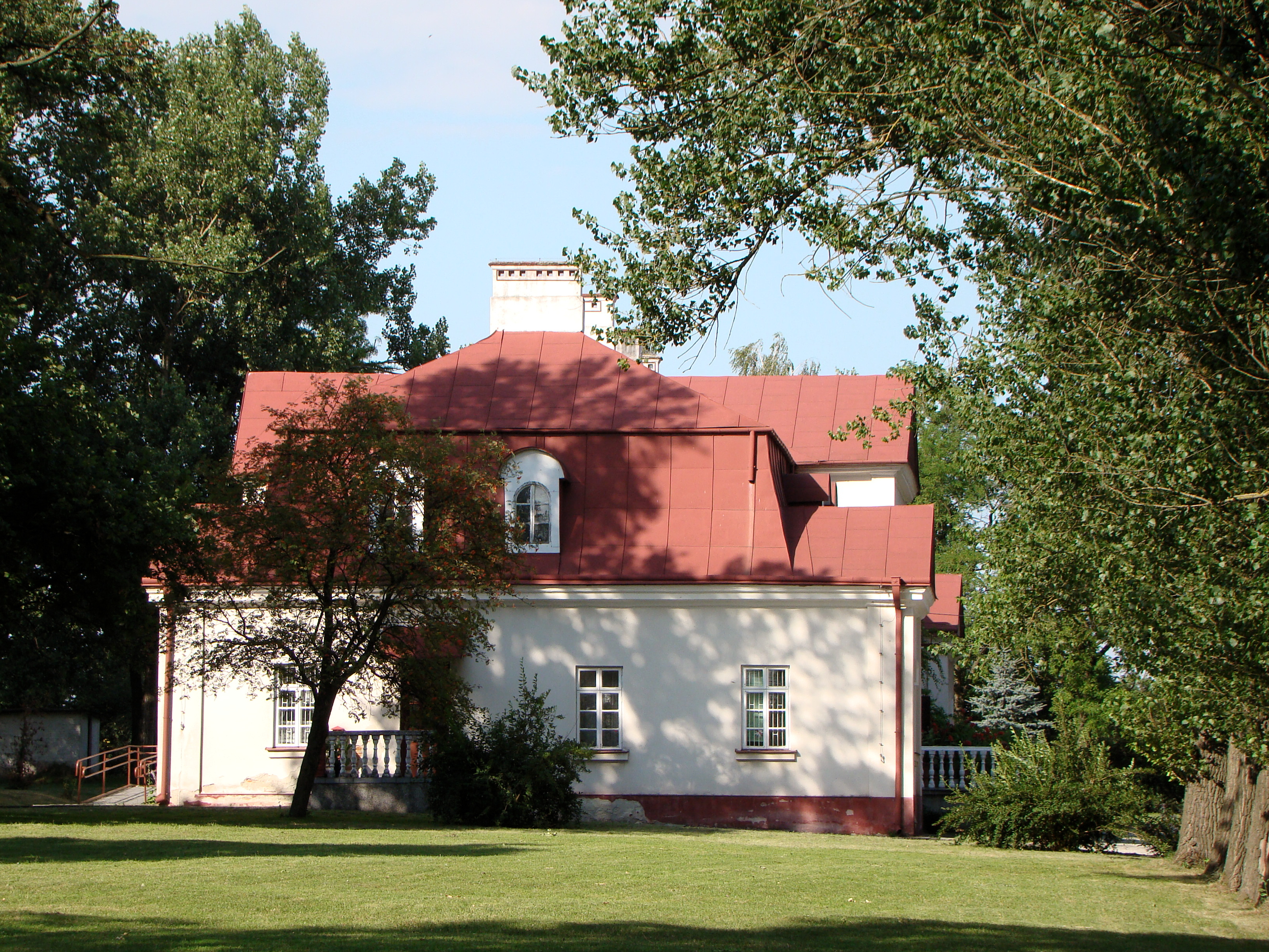
Dworek

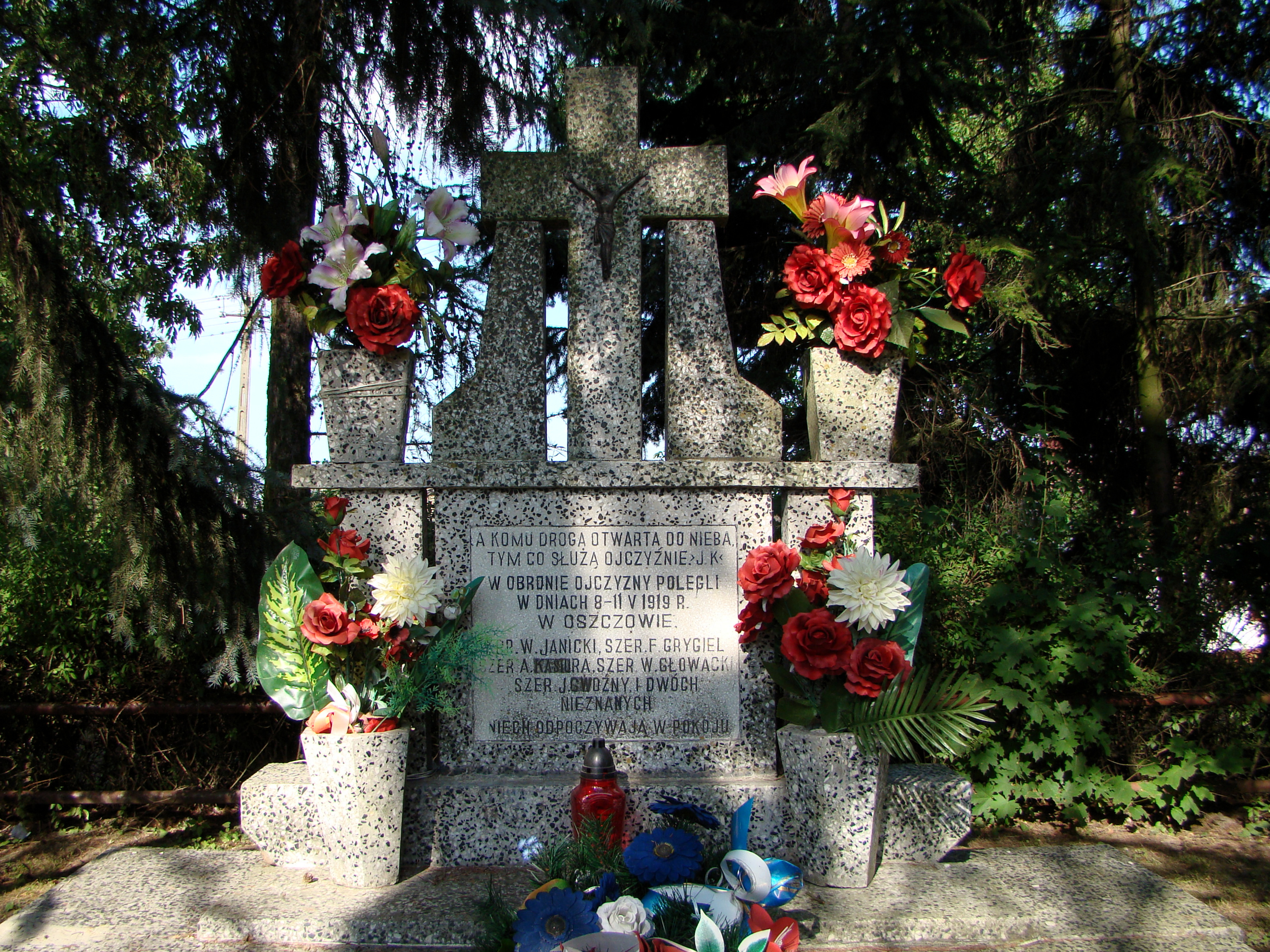
Pomnik żołnierzy poległych w obronie ojczyzny w 1919 r.

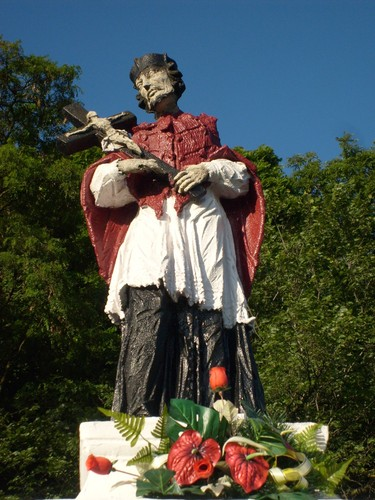
Figura św. Jana Nepomucena na skrzyżowaniu dróg

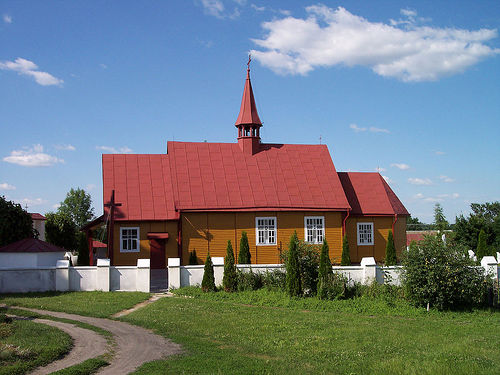
Kościół parafialny

Pierwsza wzmianka o miejscowości w dokumentach pojawia się na początku XV w. W latach 1409–1419 należała do Mikołaja Żądły z Jezior, podczaszego warszawskiego, a w 1468 r. – do Krystyna z Oszczowa, sędziego ziemskiego bełskiego. Z czasem potomkowie Mikołaja z Jezior przyjęli nazwisko Oszczowskich. Z 1472 pochodzi pierwsza wzmianka o istnieniu w Oszczowie prawosławnej cerkwi. W XVII w. placówka duszpasterska przyjęła unię razem z całą eparchią chełmską. W XVIII w. miejscowości znajdowała się drewniana unicka cerkiew św. Jana Miłościwego. W latach 1538–1555 właścicielem majątku był Feliks Oszczowski. W XVIII w. dobra należały do Trembińskich. W 1782 r. miejscowość przeszła w posiadanie Bartłomieja Malewskiego, a ten wykupił Oszczów od kuzynki Ludwiki Trembińskiej. Synowie Bartłomieja Malewskiego – Franciszek i Justynian, na początku XIX w. odsprzedali wieś Wincentemu Rulikowskiemu, który wykupił też parę innych posiadłości znajdujących się w okolicy. Wincenty, a następnie Jan Rulikowscy byli kolejnymi właścicielami Oszczowa. Jan Rulikowski przekazał majątek i pobliski Honiatyn córce Melanii, która poślubiła Tomisława Jordan Rozwadowskiego. Ze związku tego urodził się Tadeusz Rozwadowski, późniejszy generał broni Wojska Polskiego. Ostatnim właścicielem wsi był Seweryn Kiełczewski, który zginął w 1940 r. W 1875, wskutek likwidacji unickiej diecezji chełmskiej, oszczowska cerkiew stała się świątynią prawosławną. W 1908 we wsi wzniesiono drugą świątynię tego wyznania – cerkiew Kazańskiej Ikony Matki Bożej.
W Oszczowie doszło do starcia polsko-ukraińskiego na początku maja 1919 r. Przez wieś przebiegała granica frontu między wojskami Zachodnioukraińskiej Republiki Ludowej a wojskami polskimi. Oszczów przed wojną zamieszkiwała w połowie ludność polska, a także ukraińska. W 1938, w ramach akcji polonizacyjno-rewindykacyjnej, zburzona została cerkiew św. Jana Miłościwego. Druga ze świątyń popadła w ruinę po wysiedleniach ludności ukraińskiej w latach 1944–1947 i została rozebrana w 1950. 11 maja 1944 r. (według innych danych 17 marca) w Oszczowie nacjonaliści ukraińscy dopuścili się podstępnego mordu polskiej ludności. Zginęło wówczas 24 Polaków. Są oni pochowani w zbiorowej mogile na kurhanie powstańców z 1863 r., usypanym wśród łąk pośrodku wsi. Część Polaków jeszcze tego samego dnia uciekła do czysto polskiej wsi Horoszczyce. Pozostali ewakuowali się 19 marca pod osłoną kompanii AK do oddziału samoobrony.
Oszczów to typowa dla Grzędy Sokalskiej rozległa wieś o charakterystycznym dla wielu rejonów Wołynia układzie wielodrożnicy, rozłożona na zboczach doliny. Podczas walk z UPA i USN oraz podczas wysiedleń wiele zagród niegdyś bardzo ludnej miejscowości przestało istnieć i dziś zostały po nich jedynie zarośnięte fundamenty, stare drzewa, zdziczałe sady.

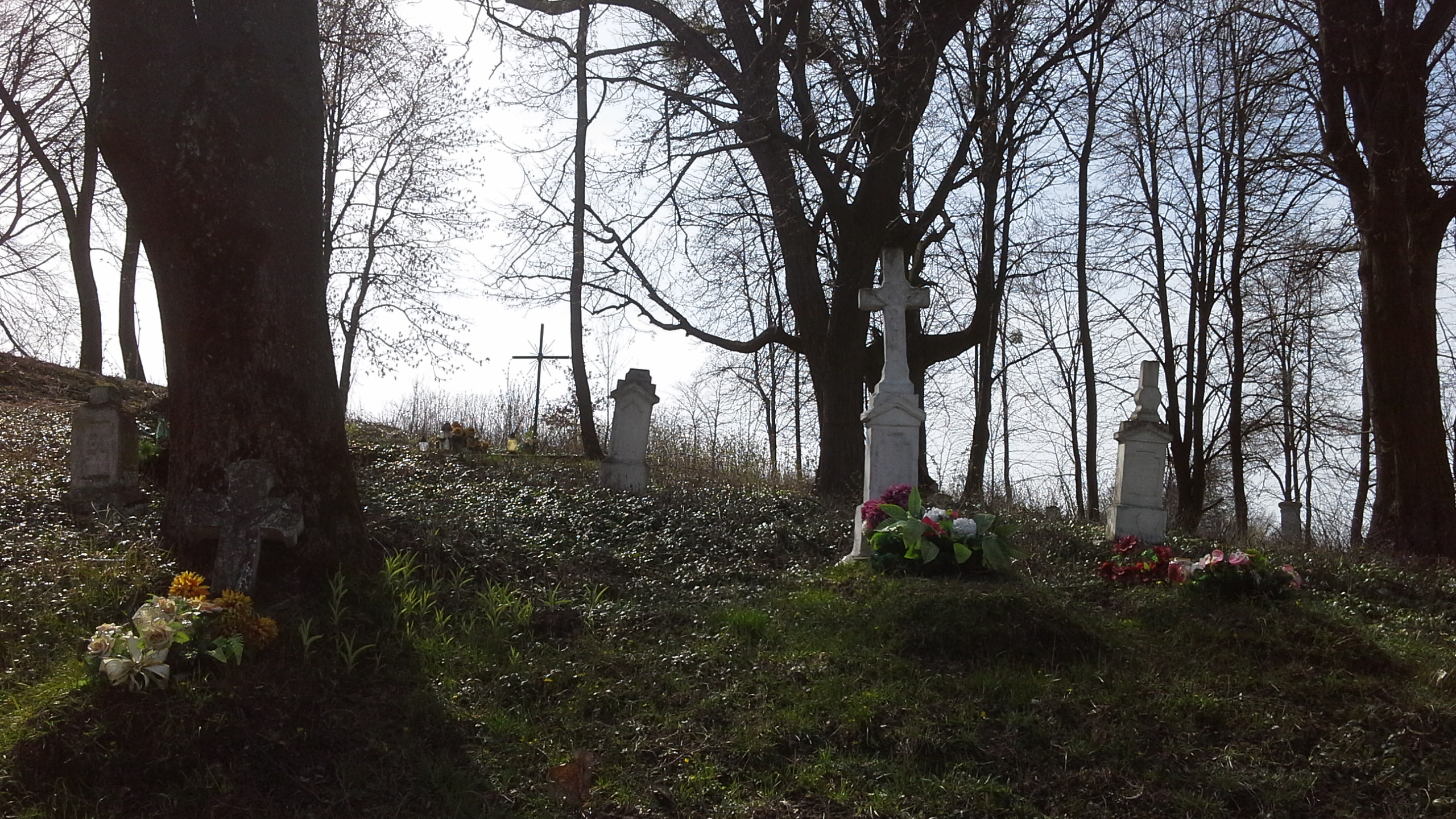
Cmentarz prawosławny w Oszczowie

## Zabytki
- Pozostałości ziemne z dworu obronnego, z XVI-XVII wieku.
- Drewniany kościół parafialny pw. Św. Barbary z 1952 roku wzniesiony na fundamentach świątyni z XVIII, zachowany skarbiec kościelny z 1746 roku.
- Barokowy dwór murowany z drugiej połowy XVIII w, wzniesiony przez Bartłomieja Malawskiego. Po I wojnie światowej wykupiony został przez mieszkańców wsi i przeznaczony na szkołę powszechną. Spalony podczas II wojny światowej, odbudowany został w latach 1957–1959. Szkoła podstawowa funkcjonowała tu do końca XX wieku. Obecnie we dworze mieści się Warsztat Terapii Zajęciowej Osób Niepełnosprawnych. Frontową i ogrodową elewację dwukondygnacyjnego budynku krytego dachem mansardowym akcentują trzy ryzality zwieńczone trójkątnymi szczytami. Dwór jest otoczony niewielkim parkiem, w którym rosną głównie lipy, akacje, wiązy i klony.
- Cmentarz rzymskokatolicki z pocz. XIX wieku.
- Cmentarz przykościelny z XV-XIX wieku.
- Cmentarz prawosławny z II poł. XIX w.
- Barokowa figura św. Jana Nepomucena z 1776 roku, umieszczona na kolumnie.